# Brian McElhinney
Brian McElhinney (17 september 1982) is een golfer uit Ierland. Hij won in 2005 het Brits amateurkampioenschap.
Als jongetje speelde Brian liever voetbal, hij was een grote fan van Liverpool. Hij woonde op een boerderij met paarden en schapen. Op 11-jarige leeftijd ging hij met vader Charlie voor het eerst naar de golfbaan en drie jaar later was hij daar dagelijks te vinden.

## Amateur
In 2005 speelde hij het Brits Amateur en versloeg o.a. Gary Lockerbie in de kwartfinale. Hij won het toernooi en mocht de Masters en het Brits Open spelen. Op de Georgia Golf Club versloeg hij US Amateur Edoardo Molinari en won de 'The Georgia Cup'. Op de Masters maakte hij een week later een score van 80-75 en miste de cut.

### Gewonnen
- 2003: Europees Amateur Kampioenschap
- 2005: Brits amateurkampioenschap
- 2006: The Georgia Cup

### Teams
- Walker Cup: 2005, 2007

## Professional
Brian McElhinney speelt nu op de Challenge Tour.